# Fossa
 For alternative betydninger, se Fossa (flertydig). (Se også artikler, som begynder med Fossa)
Fossaen er Madagaskars største varmblodede rovdyr, skønt den kun er 60-76 cm lang (med halen 120-146 cm) og højest vejer 14 kilo. Den har en kort brun pels og minder om et stort katterovdyr, som f.eks. puma. Ligheden er udtryk for konvergent evolution og Fossaen klassificeres nu sammen med de øvrige rovdyr (carnivora) fra Madagaskar i en selvstændig familie, Madagaskarrovdyr (Eupleridae), der spaltede ud fra de øvrige kattelignende rovdyr for 18-24 mill. år siden.
Fossaen er dygtig til at klatre i træer og levede tidligere overvejende af lemurer, men efter at menneskene indførte husdyr på Madagaskar er disse blevet en vigtig del af føden for fossaen. Bestanden er under pres, dels på grund af jagt, men primært på grund af rydning af regnskov.
- Wikimedia Commons har flere filer relateret til Fossa

| Dyr | Spire Denne artikel om dyr er en spire som bør udbygges. Du er velkommen til at hjælpe Wikipedia ved at udvide den. |